# Портрет Дмитрия Михайловича Мордвинова
«Портрет Дмитрия Михайловича Мордвинова» — картина Джорджа Доу и его мастерской из Военной галереи Зимнего дворца.
Картина представляет собой погрудный портрет генерал-майора Дмитрия Михайловича Мордвинова из состава Военной галереи Зимнего дворца.
К началу Отечественной войны 1812 года Мордвинов был действительным камергером и служил в Департаменте горных и соляных дел. Был избран начальником 5-й дружины Санкт-Петербургского ополчения. Отличился в сражении при Полоцке, где потерял ногу, в начале 1813 года переименован в генерал-майоры и назначен состоять по армии без должности. Из-за ранения в Заграничных походах участия не принимал.
Изображён в генеральском мундире, введённом для пехотных генералов 7 мая 1817 года. Справа на груди кресты орденов Св. Георгия 4-го класса и Св. Владимира 4-й степени, серебряная медаль «В память Отечественной войны 1812 года» на Андреевской ленте, медаль «Для земского войска» 1807 года и бронзовая дворянская медаль «В память Отечественной войны 1812 года» на Владимирской ленте. Слева напротив эполета подпись художника (в пять строк): painted from nature by DEO DAWE 1820. Подпись на раме: Д. М. Мордвиновъ 1й, Генералъ Маiоръ.
Несмотря на то, что 7 августа 1820 года Комитетом Главного штаба по аттестации Мордвинов был включён в список «генералов, заслуживающих быть написанными в галерею», фактическое решение о написании его портрета состоялось ранее. Сам Мордвинов в это время всё еще лечился от ран и постоянно проживал в Новой Ладоге, в литературе зафиксированы две его поездки в Санкт-Петербург: в июле 1819 года и в марте 1820 года; вероятно, в один из этих приездов он позировал Доу. Аванс Доу был выплачен 17 декабря 1819 года и оставшиеся деньги он получил 10 марта 1820 года. Готовый портрет был принят в Эрмитаж 7 сентября 1825 года.
В 1840-е годы в мастерской И. П. Песоцкого по рисунку И. А. Клюквина с портрета была сделана литография, опубликованная в книге «Император Александр I и его сподвижники» и впоследствии неоднократно репродуцированная. В части тиража была напечатана другая литография с этого портрета, отличающаяся мелкими деталями.